# Estació de Sanremo (1872)
L'Estació de San Remo (en italià: Stazione di San Remo) va ser el primer estació de ferrocarril de la ciutat homònima a Itàlia; va ser abandonada el 2001 a causa de l'obertura del nou tronc del ferrocarril de Gènova-Ventimiglia del passatge de San Lorenzo a l'estació de Bordighera i va ser reemplaçat per una nova estació subterrani.

## Història

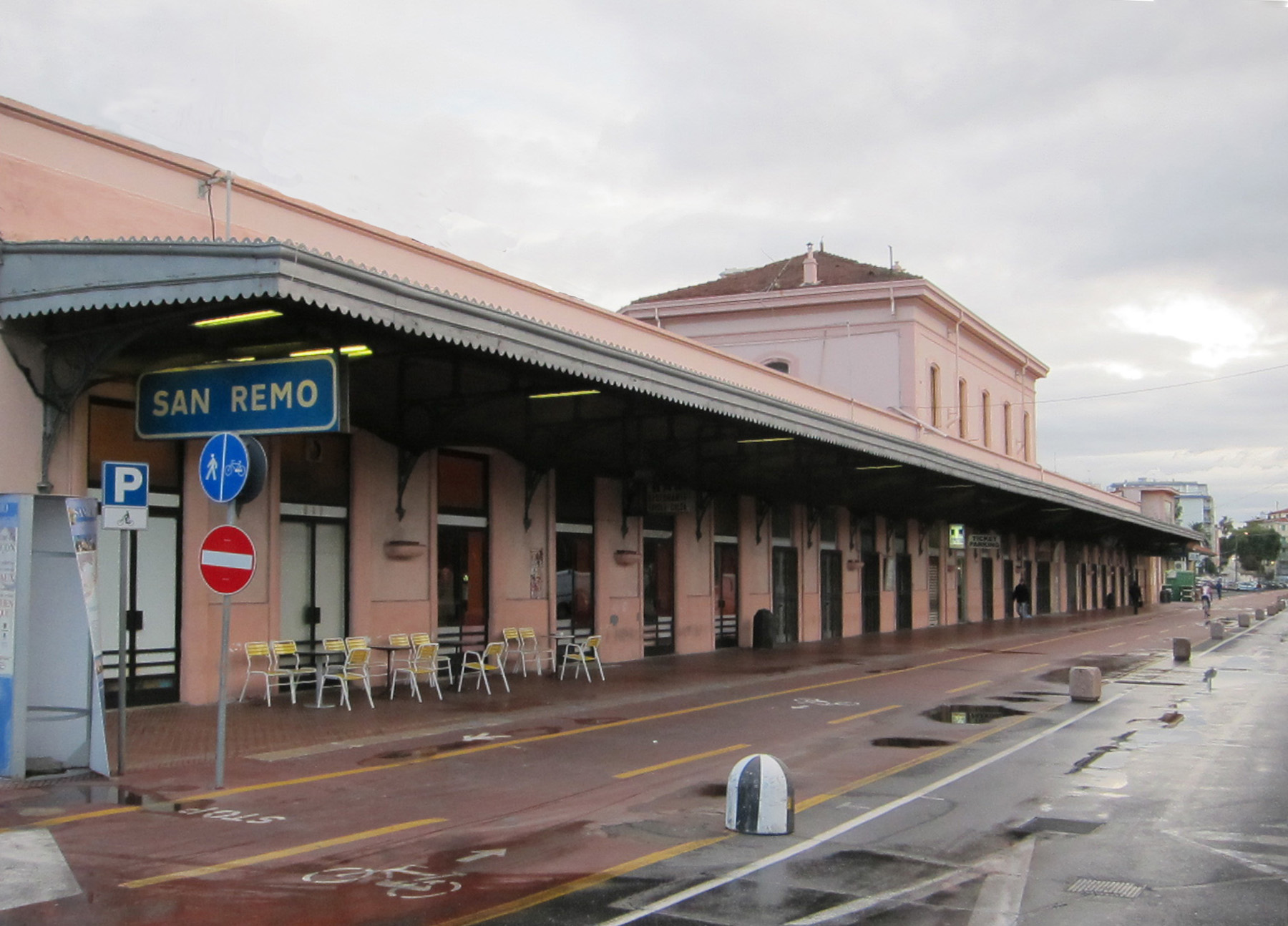
L'estació costat de les vies el 2011.

L'estació va ser inaugurada el 1872, en relació amb la secció Savona-Ventimiglia de la Gènova-Ventimiglia. Va ser desarmat 24 de setembre de 2001 a causa de la duplicació de les vies entre San Lorenzo al Mare i Ospedaletti. Només va abandonar l'estació era un avió privat i vies de asfaltar-ne els estreps i pilars.
A partir d'1913 a 1942 a la part frontal de l'estació tenia com intercanvi de la tramvia Ospedaletti-San Remo-Taggia.
21 d'abril de, 1942 és inaugurat troleibús de flors (en italià: filovia dei fiori), encara en servei.
L'estació, prèviament anomenat amb el nom correcte de "Sanremo" va assumir el nou nom de "San Remo" en els anys vuitanta.